# André van Aert
André van Aert (Zundert, 23 mei 1940) is een Nederlands voormalig wielrenner.
In 1964 nam Van Aert deel aan zowel de Ronde van Spanje als aan de Ronde van Frankrijk. Beide rondes wist hij niet uit te rijden.

## Belangrijkste overwinningen
1961
Ronde van Zuid-Holland
1963
Ronde van de Haarlemmermeer